# Drzewo Anne Frank

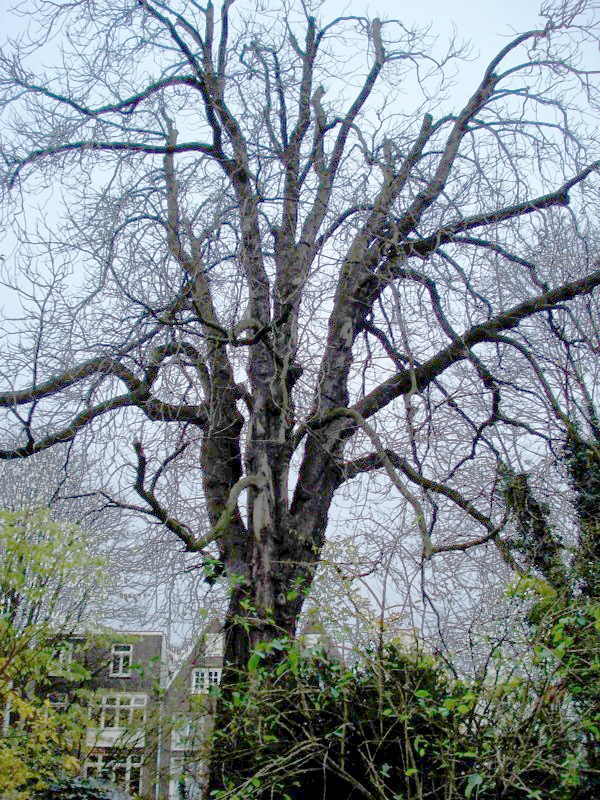
Drzewo Anne Frank w 2006 roku

Drzewo Anne Frank (nl. Anne Frankboom) – kasztanowiec zwyczajny rosnący w centrum Amsterdamu, wspomniany trzykrotnie w Dzienniku Anne Frank. Anne Frank opisywała drzewo podczas ponad dwuletniego pobytu w ukryciu razem z rodziną oraz czwórką znajomych w czasie okupacji Holandii przez III Rzeszę. 
Drzewo, którego wiek oceniano na 150 do 170 lat, przez kilka ostatnich lat walczyło z atakami grzyba powodującego próchnienie (lakownica spłaszczona Ganoderma applanatum) i plagą szrotówka kasztanowcowiaczka. 20 listopada 2007 roku władze dzielnicy Amsterdam Centrum nakazały wycięcie drzewa, grożącego upadkiem. W dniu 21 listopada sąd wydał czasowy zakaz jego usunięcia. Zwolennicy uratowania drzewa oraz sąsiedzi założyli fundację Support Anne Frank Tree, która zbudowała konstrukcję podpierającą drzewo i przejęła nad nim opiekę.
W 2009 roku jedenaście sadzonek pochodzących z drzewa zostało rozesłanych do różnych miejsc w Stanach Zjednoczonych.
23 sierpnia 2010 drzewo zostało przewrócone przez silny wiatr podczas burzy, przełamując się na wysokości około 1 metra nad ziemią.

## Interaktywny projekt
Anne Frank Tree jest także nazwą interaktywnego projektu założonego przez Dom Anne Frank w 2006 roku, kiedy to został otwarty przez Emmę Thompson. Goście muzeum mogą umieścić swoje nazwisko i miejsce zamieszkania na wirtualnym liściu z drzewa.